# Blas Matamoro
Blas Matamoro (Buenos Aires, 11 de enero de 1942) es un escritor, abogado, militante, maestro, periodista y traductor argentino.

## Biografía
Blas Matamoro nació el 11 de enero del año 1942 en la ciudad de Buenos Aires, Argentina. Estudió derecho en la Facultad de Derecho y Ciencias Sociales de la Universidad de Buenos Aires, donde se licenció en 1966.
Como abogado, trabajó para presos políticos de la Comisión de Familiares de Detenidos Políticos (COFADE). Junto con el ensayista Juan José Sebreli, el novelista Manuel Puig, el poeta Néstor Perlongher y el escritor Héctor Anabitarte, fundó el Frente de Liberación Homosexual en 1971.
En 1976, después de que la última dictadura militar argentina prohibiese su libro Olimpo por «atacar las tradiciones del ser nacional y la moral cristiana», Matamoro se exilió en Madrid. Entre los años 1996 y 2008, fue editor de los Cuadernos Hispanoamericanos de la Agencia Española de Cooperación Internacional para el Desarrollo y colaboró en diversos medios como crítico literario y musical. Sus cuentos fueron antologados por José Luis Pereira y publicados con el título de Los bigotes de la Gioconda en el 2013.

## Obra

### Narrativa
- Hijos de ciego (1973)
- Olimpo (1976)
- Viaje prohibido (1978)
- Nieblas (1982)
- Las tres carabelas (1984)
- Los bigotes de la Gioconda (2012)
- Fundidos a negro (2022)
- Taller de Otoño (2023)

### Ensayos
- La ciudad del tango (1969)
- Historia del tango (1971)
- Carlos Gardel (1971)
- Jorge Luis Borges o El juego trascendente (1971)
- La casa porteña (1972)
- El teatro Colón (1972)
- Oligarquía y literatura (1975)
- La Argentina del tango (1976)
- La Argentina hoy (1978)
- Contra Borges (1978)
- Saint Exupéry (1979)
- Saber y literatura (1980)
- La Argentina exiliada (1985)
- Genio y figura de Victoria Ocampo (1986)
- Lope de Aguirre (1987)
- Por el camino de Proust (1988)
- El tango (1996)
- América en la torre de Babel (1998)
- El ballet (1998)
- Jorge Edwards (1998)
- Schumann (2000)
- La etapa mexicana de Luis Cernuda (2002, en colaboración con Agustín Sánchez Andrés)
- Rubén Darío (2002)
- Puesto fronterizo (2003)
- Lógica de la dispersión o de un saber melancólico (2007)
- Marcel Proust y la música (2008)
- Thomas Mann y la música (2009)
- Novela familiar (2010)
- Cuerpo y poder (2012)
- El amor en la Literatura (2014)
- Nietzsche y la música (2015)
- Con ritmo de tango (2017)

### Otros
- Historias del peronismo (1973)
- Diccionario privado de Jorge Luis Borges (1979)
- Diccionario privado de Jacinto Benavente (1980)
- Diccionario privado de Oscar Wilde (1980)
- Lecturas americanas (1990)
- Lecturas españolas (1994)
- Consejos maternales a una reina (2011, traducción, edición y prólogo)
- Cartas sobre Luis II de Baviera y Bayreuth (2013, traducción, edición y prólogo)
- Mi testamento (2013, traducción, edición y prólogo)

## Premios
- 2010: Premio Málaga de Ensayo por Novela familiar
- 2010: Premio ABC Cultural & Ámbito Cultural
- 2018: Premio Literario de la Academia Argentina de Letras por Con ritmo de tango